# Darnieulles
Darnieulles ist eine französische Gemeinde mit 1367 Einwohnern (Stand 1. Januar 2022) im Département Vosges in der Region Grand Est; sie gehört zum Arrondissement Épinal und zum Gemeindeverband Agglomération d’Épinal.

## Geografie

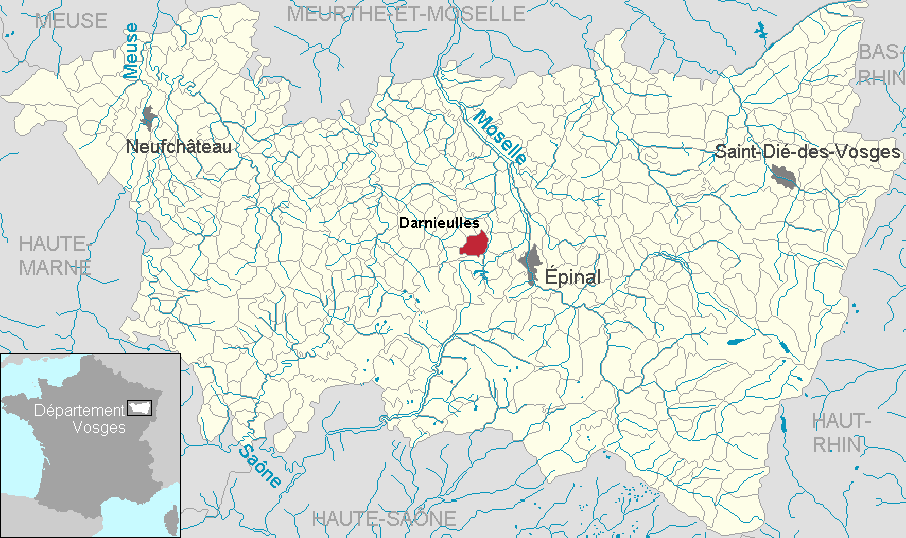
Lage von Darnieulles im Département Vosges

Die Gemeinde Darnieulles liegt acht Kilometer westlich von Épinal, der Präfektur des Départements Vosges.
Das Bodenrelief um Darnieulles ist durch sanfte Hügel geprägt. Die Bäche Ruisseau des Roseaux, Ruisseau de Devant la Souche und Ruisseau des Rayeux fließen fächerförmig in den Mosel-Nebenfluss Avière, der die südöstliche Gemeindegrenze von Darnieulles markiert.
Die bebauten Gebiete der Gemeinden Darnieulles und Uxegney bilden inzwischen ein geschlossenes Siedlungsgebiet. Grund dafür sind langgezogene Eigenheimsiedlungen zwischen den beiden Dorfkernen, in denen zahlreiche Pendler wohnen, die in Épinal und den angrenzenden Industriegemeinden arbeiten.
Nachbargemeinden von Darnieulles sind Fomerey im Norden, Uxegney im Osten, Sanchey und Chaumousey im Süden, Gorhey und Hennecourt im Westen sowie Bocquegney im Nordwesten.

## Geschichte
Darnieulles war Hauptort einer Baronie als Teil der Vogtei Darney. Die Kirche St. Mauritius gehörte zum Dekanat Jorxey in der Diözese Saint-Dié. Von 1790 bis 1801 war Darnieulles Teil der Gemeinde Girancourt. 1801 gab es noch die Schreibweise Durnieules.

### Bevölkerungsentwicklung
| Jahr      | 1962 | 1968 | 1975 | 1982 | 1990 | 1999 | 2007 | 2012 | 2021 |
| Einwohner | 983  | 917  | 891  | 1038 | 1152 | 1112 | 1304 | 1518 | 1370 |

Im Jahr 1793 wurde mit 392 Bewohnern die bisher niedrigste Einwohnerzahl ermittelt. Die Zahlen basieren auf den Daten von cassini.ehess und INSEE.

## Sehenswürdigkeiten
- Kirche St. Mauritius aus dem ersten Drittel des 18. Jahrhunderts mit einer Orgel aus dem Jahr 1863

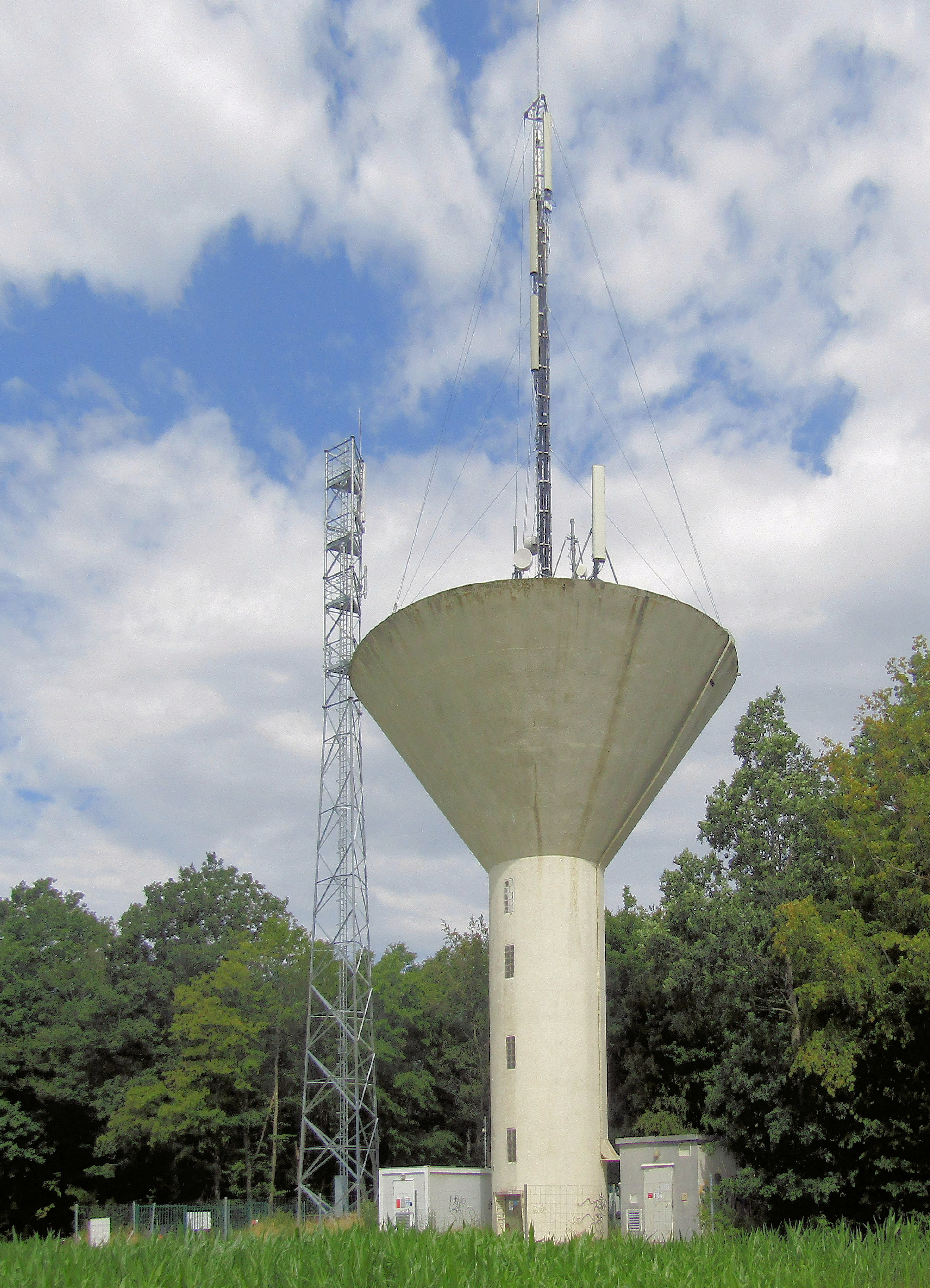
Wasserturm

- Wasserturm

Kirche St. Mauritius
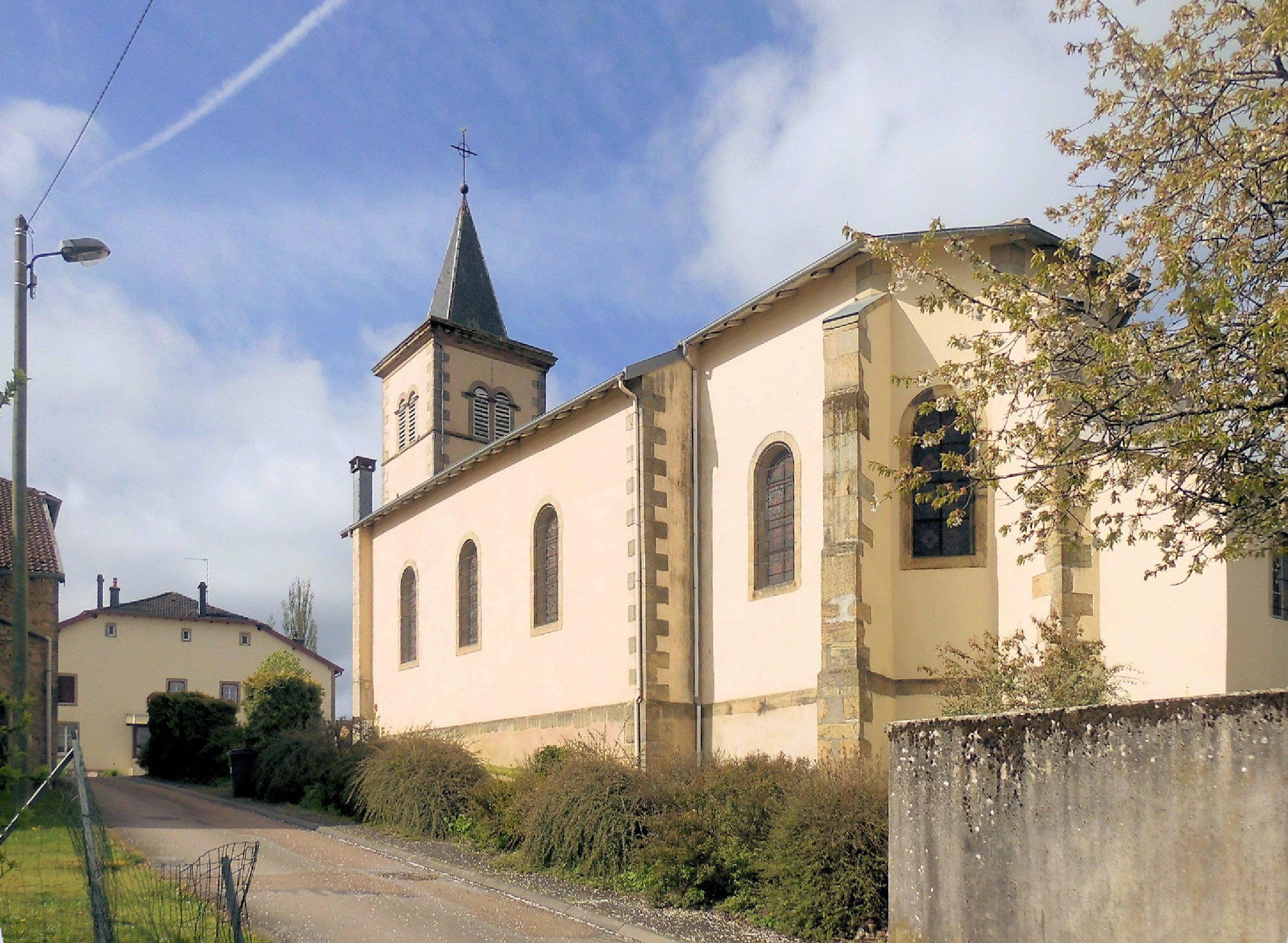

## Wirtschaft und Infrastruktur
In der Gemeinde sind sieben Landwirtschaftsbetriebe ansässig (Getreideanbau, Milchwirtschaft, Rinderzucht).
Durch die Gemeinde Darnieulles verläuft die autobahnartig ausgebaute Fernstraße D 166 von Neufchâteau nach Épinal. Der acht Kilometer von Darnieulles entfernte Bahnhof Épinal liegt an der Bahnstrecke Blainville-Damelevières–Lure.

## Belege
1. ↑  vosges-archives.com (Memento vom 4. März 2016 im Internet Archive) (französisch, PDF-Datei; 112 kB)
2. ↑  Ortsname auf cassini.ehess.fr
3. ↑  Darnieulles auf cassini.ehess
4. ↑  Darnieulles auf INSEE
5. ↑  Landwirtschaftsbetriebe auf annuaire-mairie.fr (französisch)